# HNoMS Svenner (G03)
HNoMS Svenner (G03) là một tàu khu trục lớp S phục vụ cùng Hải quân Hoàng gia Na Uy trong Chiến tranh Thế giới thứ hai. Nguyên được Hải quân Hoàng gia Anh Quốc chế tạo trong Chương trình Khẩn cấp Chiến tranh như là chiếc HMS Shark (G03), nó được chuyển giao cho Chính phủ Na Uy lưu vong và đổi tên vào tháng 3 năm 1944. Nó bị đánh chìm trong cuộc Đổ bộ Normandy vào ngày 6 tháng 6 năm 1944.

## Thiết kế và chế tạo
Shark được chế tạo tại xưởng tàu của hãng Scotts, ở Greenock, Scotland, và được đặt lườn vào ngày 5 tháng 11 năm 1941. Nó được hạ thủy vào ngày 1 tháng 6 năm 1943; nhưng được đổi tên thành HNoMS Svenner khi được cho nhập biên chế cùng Hải quân Hoàng gia Na Uy vào ngày 11 tháng 3 năm 1944.

## Lịch sử hoạt động
Svenner bị đánh chìm ngoài khơi bãi Sword, Normandy lúc bình minh ngày 6 tháng 6 năm 1944, đang khi hỗ trợ cho binh lính Anh trong cuộc Đổ bộ Normandy. Nó đã trúng hai quả ngư lôi phóng từ một trong số hai tàu phóng lôi Đức, có thể là chiếc Jaguar hoặc Moewe thuộc Chi hạm đội Phóng lôi 5 hoạt động ngoài khơi Le Havre, khi chúng xoay xở tiến đến được tầm bắn. Svenner là chiếc tàu chiến Đồng Minh duy nhất bị Hải quân Đức đánh chìm vào sáng ngày 6 tháng 6. Nó bị đánh trúng ở giữa tàu, nổ tung, vỡ làm đôi và chìm rất nhanh ở tọa độ 49°27′B 0°15′T / 49,45°B 0,25°T. 32 người Na Uy cùng một thủy thủ Anh thiệt mạng; 185 người khác trong đó có 15 người bị thương được cứu vớt.
Chiếc neo của Svenner được tìm thấy và trục vớt vào năm 2003, và hiện đang được trưng bày tại Hermanville-sur-Mer, Normandy.